# .السعودیة
. السعودیة دامنه اینترنتی کشور عربستان سعودی است که به زبان غیر انگلیسی اختصاص داده شده‌است.